# 褐黃毒蛾
褐黃毒蛾（学名：Euproctis magna）为毒蛾科黃毒蛾屬下的一个种。